# Orfáni
Orfáni, en grec moderne : Ορφάνι, est un village et un ancien dème du district régional de Macédoine-Orientale-et-Thrace en Grèce. Depuis 2010, il est fusionné au sein du dème de Pangéo.
Selon le recensement de 2011, la population du dème compte 5 249 habitants tandis que celle du village s'élève à 656 habitants.